# Kanton Vierzon-1
Der Kanton Vierzon-1 ist seit 1973 ein französischer Wahlkreis im Département Cher und in der Region Centre-Val de Loire. Er umfasst einen Teilbereich der Stadt Vierzon im Arrondissement Vierzon. 
Im Rahmen der landesweiten Neuordnung der französischen Kantone wurde nur sein INSEE-Code von 1829 auf 1818 geändert.

## Politik
| Vertreter im Departementrat | Vertreter im Departementrat | Vertreter im Departementrat |
| Amtszeit                    | Namen                       | Partei                      |
| --------------------------- | --------------------------- | --------------------------- |
| 2012–2015                   | Karine Chêne                | PCF                         |
| 2015–                       | Karine Chêne Mounire Lyame  | FG                          |